# Cassia aldabrensis
Cassia aldabrensis là một loài thực vật trong phân họ Caesalpinioideae, họ Đậu (Fabaceae), là loài đặc hữu của đảo Assumption và Aldabra gần Seychelles. Loài này đang bị đe dọa do môi trường sống bị hủy hoại.

## Phân loại
Danh pháp Cassia mimosoides do Linné đặt dành cho một loài trong họ Cassieae mà ngày nay có danh pháp là Chamaecrista mimosoides. Tên này được nhiều tác giả về sau sử dụng để đặt cho nhiều cây có liên quan. John Gilbert Baker nhầm tưởng Cassia mimosoides là tên mà Linné dùng cho Cassia aldabrensis ngày nay, vì thế các nguồn tham khảo lại Baker cũng có thể phạm sai lầm này. Một số "Cassia mimosoides" khác là:
- Cassia mimosoides sensu Brenan. Danh pháp sai, đúng phải là: Chamaecrista pratensis
- Cassia mimosoides sensu Cordem.. Danh pháp sai, đúng phải là: Chamaecrista nictitans ssp. patellaria
- Cassia mimosoides sensu Shimabuku là đồng nghĩa của Chamaecrista garambiensis
- Cassia mimosoides sensu Walker là đồng nghĩa của Chamaecrista nomame